# The Company Band
The Company Band  - rockowa supergrupa, założona w 2007 roku. Zespół składa się z wokalisty Clutch, Neila Fallona, gitarzysty Fireball Ministry, Jamesa Rota, perkusisty CKY, Jessa Margery, gitarzysty Dave'a Bone'a oraz basisty z grupy Fu Manchu, Brada Davisa.

## Skład zespołu

### Obecni członkowie
- Neil Fallon - śpiew
- Rev. James Rota - gitara
- Jess Margera - perkusja
- Brad Davis - gitara basowa
- Dave Bone - gitara

### Byli członkowie
- Jason Diamond - gitara basowa

## Dyskografia
- Sign Here, Here and Here EP - 2007
- The Company Band (2009)